# Colfontaine
Colfontaine – miejscowość i gmina w południowej Belgii, w Regionie Walońskim, w prowincji Hainaut, w okręgu Mons. 1 stycznia 2024 r. liczyła 20 745 mieszkańców.

## Podział administracyjny
W skład gminy wchodzą trzy dzielnice (section):
- Pâturages
- Warquignies
- Wasmes

## Współpraca
Miejscowości partnerskie:
- Caudry, Francja
- Serradifalco, Włochy